# Anthelephila rubidus
Anthelephila rubidus là một loài bọ cánh cứng trong họ Anthicidae. Loài này được Reitter miêu tả khoa học năm 1878.